# Municipio de Camp Release
El municipio de Camp Release (en inglés: Camp Release Township) es un municipio ubicado en el condado de Lac qui Parle en el estado estadounidense de Minnesota. En el año 2010 tenía una población de 315 habitantes y una densidad poblacional de 4,14 personas por km².

## Geografía
El municipio de Camp Release se encuentra ubicado en las coordenadas 44°55′40″N 95°48′33″O / 44.92778, -95.80917. Según la Oficina del Censo de los Estados Unidos, el municipio tiene una superficie total de 76.04 km², de la cual 76,03 km² corresponden a tierra firme y (0,02 %) 0,01 km² es agua.

## Demografía
Según el censo de 2010, había 315 personas residiendo en el municipio de Camp Release. La densidad de población era de 4,14 hab./km². De los 315 habitantes, el municipio de Camp Release estaba compuesto por el 99,68 % blancos, el 0,32 % eran asiáticos. Del total de la población el 0 % eran hispanos o latinos de cualquier raza.